# Peter Rohs
Peter Rohs (* 11. Januar 1936 in Jena) ist ein deutscher Philosoph.

## Akademischer Werdegang
Rohs promovierte 1964 an der Christian-Albrechts-Universität zu Kiel mit einer Arbeit über die Logik bei Hegel und habilitierte sich 1975 an der Johann Wolfgang Goethe-Universität in Frankfurt am Main. Dort war er seit 1975 als Privatdozent für Philosophie und von 1985 bis 1986 als Geschäftsführer im Forum für Philosophie Bad Homburg tätig. In dieser Eigenschaft gab es – gemeinsam mit seinem Kollegen Wolfgang Kuhlmann – eine Zusammenarbeit mit Eberhard Schnelle in Quickborn bei Hamburg.
Seit 1986 lehrt Rohs als Professor am Philosophischen Seminar der Westfälischen Wilhelms-Universität in Münster. Im Mittelpunkt seines Denkens steht das systematische Projekt einer feldtheoretischen Transzendentalphilosophie: eine feldtheoretische Deutung der Natur wird von ihm mit einer transzendentalphilosophischen Theorie von Subjektivität verbunden. Als eine Klammer sieht Rohs die Zeit, wobei er sich auch auf den englischen Philosophen John McTaggart Ellis McTaggart bezieht.

## Werke
- Form und Grund. Interpretation eines Kapitels der Hegelschen "Wissenschaft der Logik". Bouvier, Bonn 1969.

- Transzendentale Ästhetik. Anton Hain Verlag, Meisenheim 1973.
- Transzendentale Logik. Anton Hain Verlag, Meisenheim 1976.
- Die Vernunft der Erfahrung. Eine Alternative zum Anarchismus der Wissenschaftstheorie. Verlag Anton Hain Meisenheim, Königstein im Taunus 1979.
- Die Zeit des Handelns. Eine Untersuchung zur Handlungs- und Normentheorie. Verlag Anton Hain Meisenheim, Königstein im Taunus 1980.
- Form und Grund. Interpretation eines Kapitels der Hegelschen Wissenschaft der Logik. Bouvier Verlag, Bonn 1982.
- Johann Gottlieb Fichte. C.H. Beck, München 1991.
- Feld-Zeit-Ich. Entwurf einer feldtheoretischen Transzendentalphilosophie. Klostermann, Frankfurt am Main 1996.
- Abhandlungen zur Feldtheoretischen Transzendentalphilosophie. Lit-Verlag, Münster 1998.
- Der Platz zum Glauben. Mentis, Münster 2013. ISBN 978-3-89785-323-2
- Geist und Gegenwart. Entwurf einer analytischen Transzendentalphilosophie. Mentis, Münster 2016. ISBN 978-3-95743-799-0